# Ranunculus inamoenus
Ranunculus inamoenus là một loài thực vật có hoa trong họ Mao lương. Loài này được Greene miêu tả khoa học đầu tiên năm 1896.